# Richard Trampler
Richard Trampler (13. prosince 1845 Bílovec – 16. srpna 1907 Esternberg, Horní Rakousy) byl rakouský historik, geograf, pedagog a krasový badatel.

## Život
Narodil se v Bílovci (tehdejším Wagstadtu), v roce 1870 nastoupil službu středoškolského suplenta v Brně, kde působil až do roku 1873. Odtud vykonával časté výlety do Moravského krasu a zajímal o tamní kraj. Cenné informace mu poskytoval dr. Jindřich Wankel. V roce 1873 byl jmenován profesorem na reálce ve Vídni, kde se stal roku 1894 ředitelem a vybudoval zde jedinečný geografický kabinet. V letech 1890–1902 zpracoval přes třicet statí o Moravském krasu, zabýval se nejen krasovými jevy, ale např. historií hradu Holštejna a jeho pánů apod. Richard Trampler zemřel po srdečním kolapsu v Esternbergu v Horních Rakousích.